# Clinocloro
El clinocloro es un mineral del grupo de los Silicatos, subgrupo Filosilicatos y dentro de ellos pertenece a las clorhidratos. Es un aluminosilicato de magnesio, hierro y aluminio, con otros posibles elementos. Suele tener aspecto de cristales pseudo hexagonales, aunque también aparece como masivo o laminar.
Al igual que todas las cloritas tiene una composición química compleja. Puede tener diversos grados de sustitución del silicio por aluminio, pudiendo ser esta muy alta. Es un término intermedio de una serie de solución sólida con la ripidolita en un extremo (rica hierro) y la penninita en el otro (rica en magnesio). También se puede considerar al clinocloro como el extremo de otra serie de solución sólido en cuyo otro extremo estaría la chamosita como mineral rico en hierro.
Se describió por primera vez en 1851 por William Blake Phipps, de una ocurrencia en West Chester, Pensilvania. Se denominó así del griego clinos (inclinado), por sus cristales monoclínicos, y cloros (verde), por su tonalidad de color. Un sinónimo en español muy poco usado es grastita.
La variedad rica en cromo, la kammeririta, es de un color rojo de gran belleza.

## Ambiente de formación

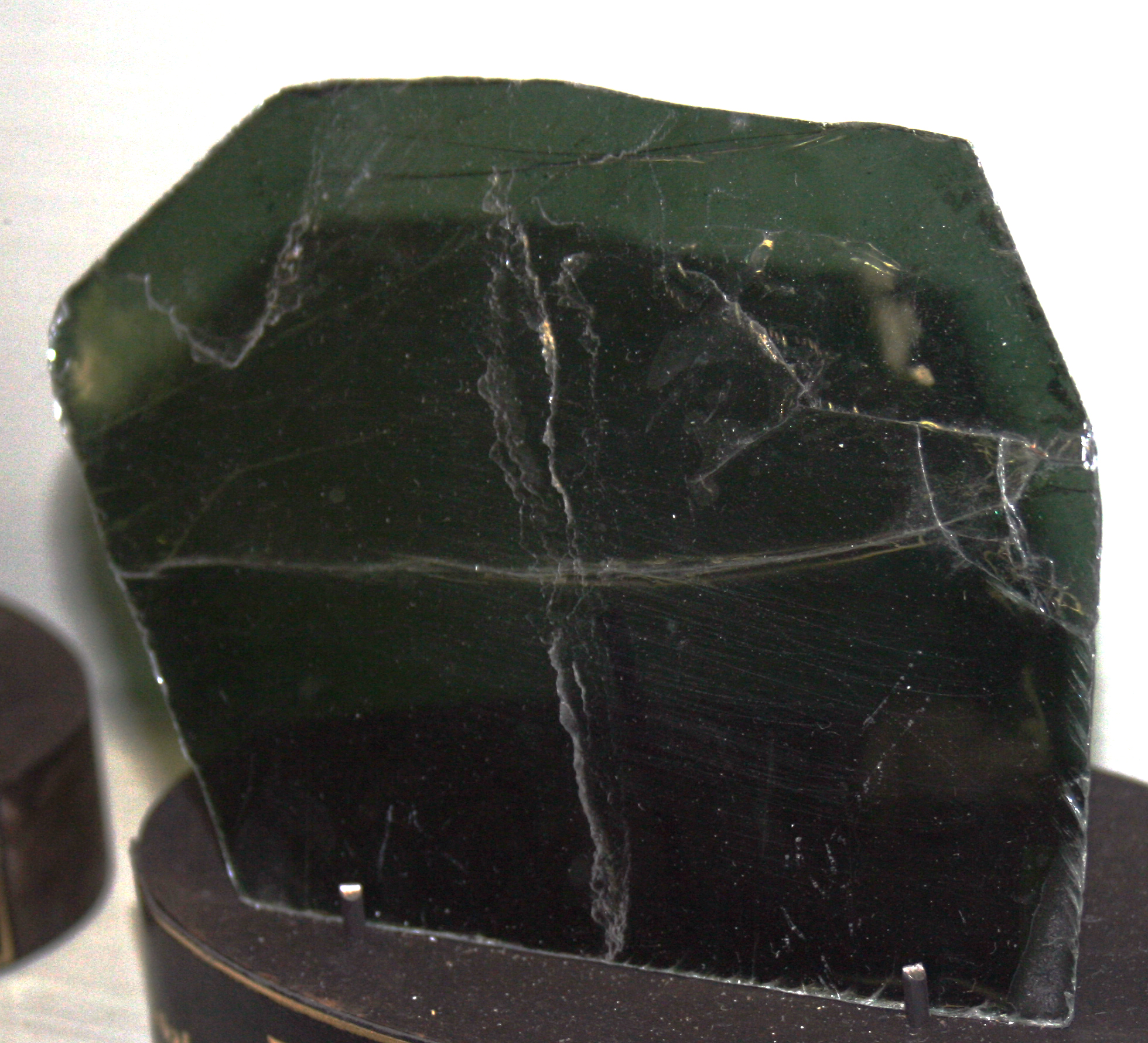
Ejemplar de clinocloro de Madagascar (Museo nacional de Praga)

Muy común en gran variedad de rocas metamórficas, siendo el principal componente de las llamadas pizarras cloríticas, como los cloriesquistos o talcoesquistos. Así, es importante en rocas metamórficas como producto de alteración hidrotermal de minerales silicatos de hierro y magnesio, como son los anfíboles, piroxenos y biotita que aparecen en rocas ígneas, sobre todo de rocas especialmente ultrabásicas.
Como minerales asociados en este tipo de rocas están: pirita, cuarzo, dolomita, fluoroapatito, rutilo, siderita, albita, calcita, talco, clorita, esfalerita, serpentina, actinolita, biotita, olivino, plagioclasa, cromita o uvarovita.

## Localización, extracción y uso
Se localiza en cantidades importantes en Pensilvania, Arizona y California (Estados Unidos), en Tirol (Austria), Lombardía (Italia), etc. En la península ibérica es común en muchos sitios, con cantidades importantes en yacimientos de talco de la serranía de Ronda (Málaga) y en la sierra de Guadarrama (Madrid).